# Fortalesa de Bashtovë
La fortalesa de Bashtovë (en albanès: Kalaja e Bashtovës) és una fortalesa quadrangular medieval situada a prop de la desembocadura del riu Shkumbin al mar Adriàtic, al centre d'Albània. Forma part de la llista indicativa d'Albània per tal de ser inclòs a la llista de Patrimoni de la Humanitat de la UNESCO.
La fortalesa està construïda sobre un terreny fèrtil i pla a l'est de la desembocadura del riu Shkumbin. Les ruïnes es troben a uns 2 quilòmetres del poble de Vilë-Ballaj al comtat de Tirana. En línia recta, es troba a 36 quilòmetres al nord de Fier, 20 quilòmetres al nord-oest de Lushnjë, 15 quilòmetres al sud de Kavajë i 40 quilòmetres al sud-oest de Tirana.

## Història

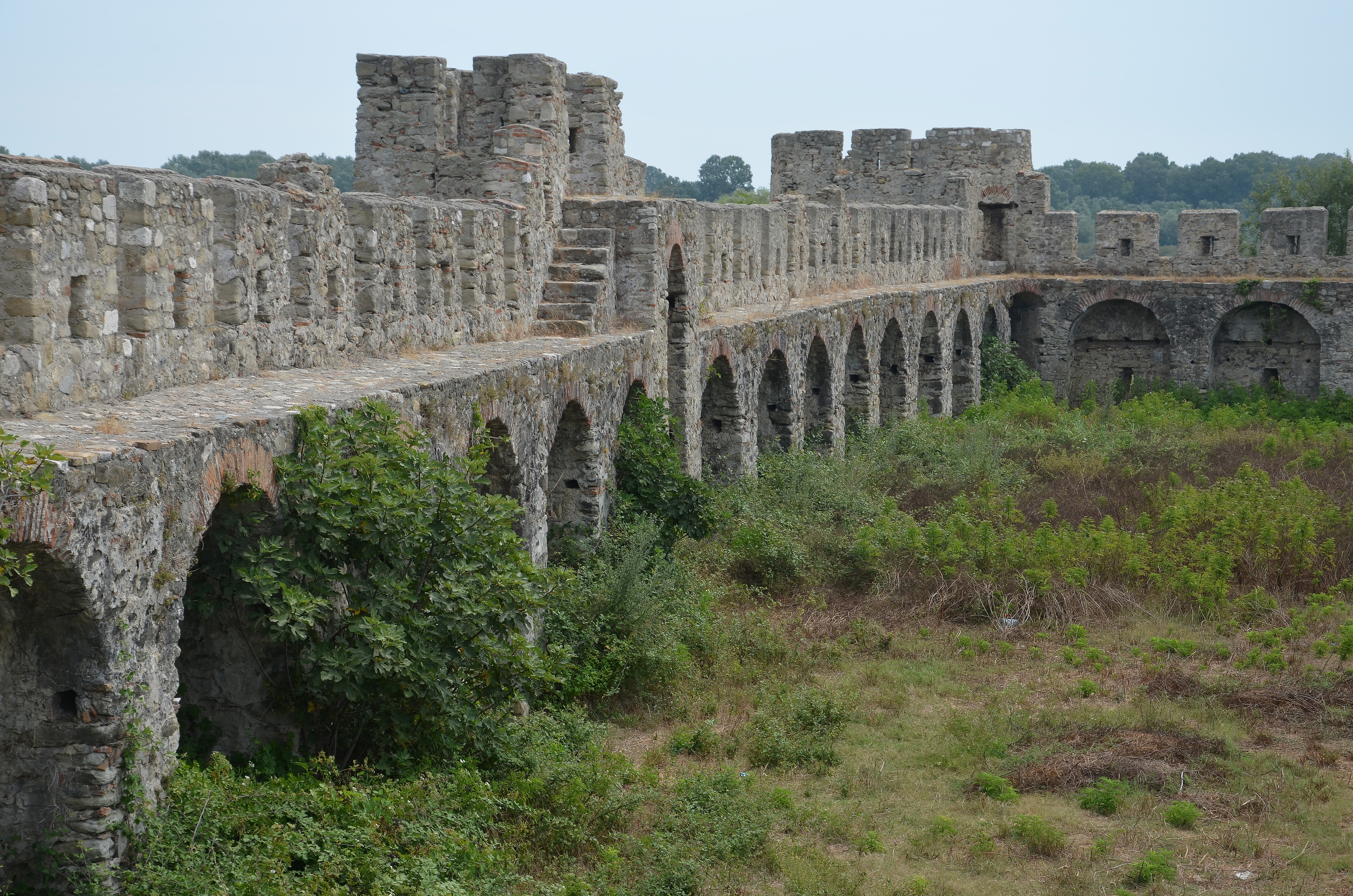
Vista des de l'interior del castell

Anteriorment, durant l'Edat Mitjana, la regió de Bashtovë era famosa per ser un port comercial i un centre d'exportació de cereals. L'origen de la fortalesa ha estat durant un temps objecte de disputa entre els historiadors. Segons Gjerak Karaiskaj, la fortalesa inicial es va construir quan la regió formava part de l'Imperi Venecià. No obstant això, Alain Ducellier afirmava que els venecians havien construit la fortalesa sobre una estructura anterior, datada del segle VI, quan la zona estava sota l'Imperi Romà d'Orient durant la dinastia justiniana.

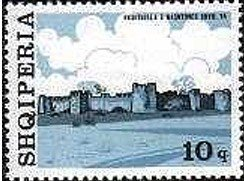
Castell de Bashtovë en un segell de 1976

La fortalesa és una estructura rectangular orientada de nord a sud. Té tres entrades, ubicades a les parets nord, oest i est, de les quals encara es conserven restes arqueològiques ben preservades. Les parets tenen 9 metres d'altura i l'interior mesura aproximadament 60 per 90 metres. Al nord i a l'est, s'alcen torres rodones, cadascuna d'elles de 12 metres d'altura.

## Actualitat
Recentment s'ha previst que la fortalesa de Bashtovë sigui implementada per a la rehabilitació d'EU4Culture. 